# نمول بيروي
نمول بيروفي (الاسم العلمي:Alternanthera peruviana) هو نوع من النباتات يتبع جنس النمول من الفصيلة القطيفية.